# Lester Stoefen
Lester Rollo Stoefen (Des Moines, 30 marzo 1911 – La Jolla, 8 febbraio 1970) è stato un tennista statunitense.

## Carriera
Ottimo doppista, fu capace di trionfare 3 volte nei tornei dello Slam in doppio.